# Dolmen de la Baldare
Le dolmen de la Baldare est un dolmen situé près de Saint-Léons, en France.

## Localisation
Le dolmen est situé sur la commune de Saint-Léons, dans le département français de l'Aveyron.

## Historique
L'édifice est inscrit au titre des monuments historiques en 1994.